# Colabris coxalis
Colabris coxalis är en tvåvingeart som beskrevs av Axel Leonard Melander 1927. Colabris coxalis ingår i släktet Colabris och familjen dansflugor. Inga underarter finns listade i Catalogue of Life.